# Debra Anderson
Debra Anderson   (segle XX) és una escriptora canadenca, guanyadora del Premi Dayne Ogilvie 2009, de la Trust d'Escriptors del Canadà a una escriptora emergent LGBT.
Éstà graduada en escriptura creativa per la Universitat de York, i les seues publicacions, fins hui, inclouen la novel·la Code White (2005) i l'obra de teatre Withholding.
El seu treball també s'ha replegat en Bent on Writing: Contemporary Queer Tales (2002), Brazen Femme: Queering Femininity (2002), Geeks, Misfits and Outlaws (2003) i Persistence: All Ways Butch and Femme (2011).
Els seus escrits s'han publicat també en diaris com Fireweed, Xtra!, The Church-Wellesley Review, Tessera, Shameless, Periwinkle, Zygote, Acta Victoriana, Hook & Ladder, Dig, Siren...
En la Universitat de York, guanyà el Premi George Ryga, un premi a la millor obra escrita per una estudiant en els cursos de dramatúrgia universitaris. També ha escrit i publicat un curt d'animació, Do not Touch Me, que s'estrenà en l'Inside Out Film and Video Festival del 1998.
És també l'organitzadora de "Get Your Lit Out", una sèrie de lectura a Toronto que promou les escriptores locals.

## Altres publicacions
- 2012. The Seed Sower, Walter's Special Garden. Ed. il·lustrada d'Halo Publishing International, 24 p. ISBN 1612440975, ISBN 9781612440972
- 2007. College Culture, Student Success. Longman topics. Pearson Longman, 196 p. ISBN 032143305X, ISBN 9780321433053
- 2002. The Menopause Made Simple Program: Maximise Your Lifestyle by Minimising Your Symptoms. Amb Vicky Graham. Allen & Unwin, 237 p. ISBN 1741155649, ISBN 9781741155648